# Deropeltis melanophila
Deropeltis melanophila är en kackerlacksart som först beskrevs av Walker, F. 1869.  Deropeltis melanophila ingår i släktet Deropeltis och familjen storkackerlackor. Inga underarter finns listade i Catalogue of Life.